# 普賢菩薩

普賢菩薩像（東京国立博物館蔵）

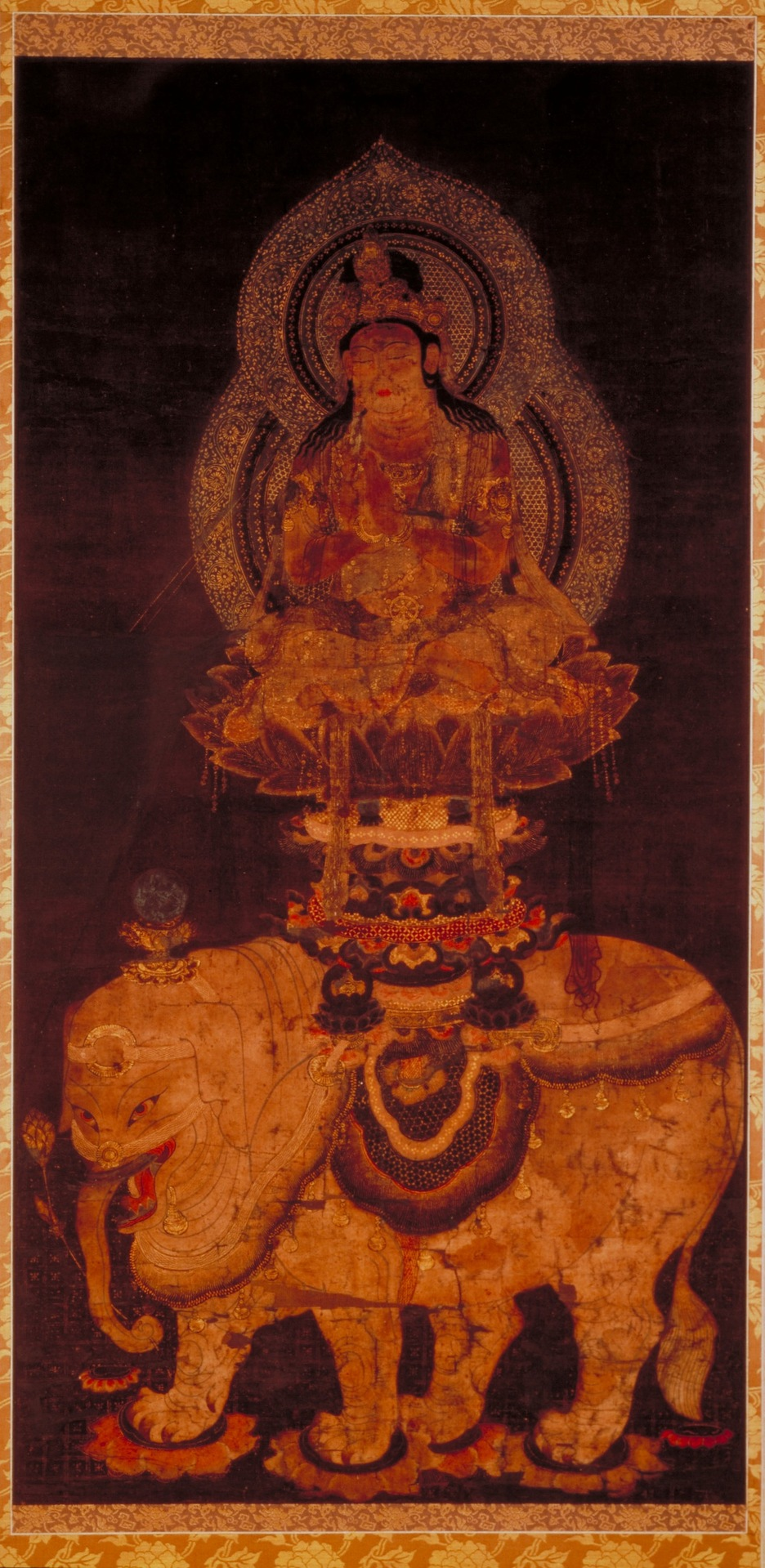
普賢菩薩像（鳥取・豊乗寺蔵）

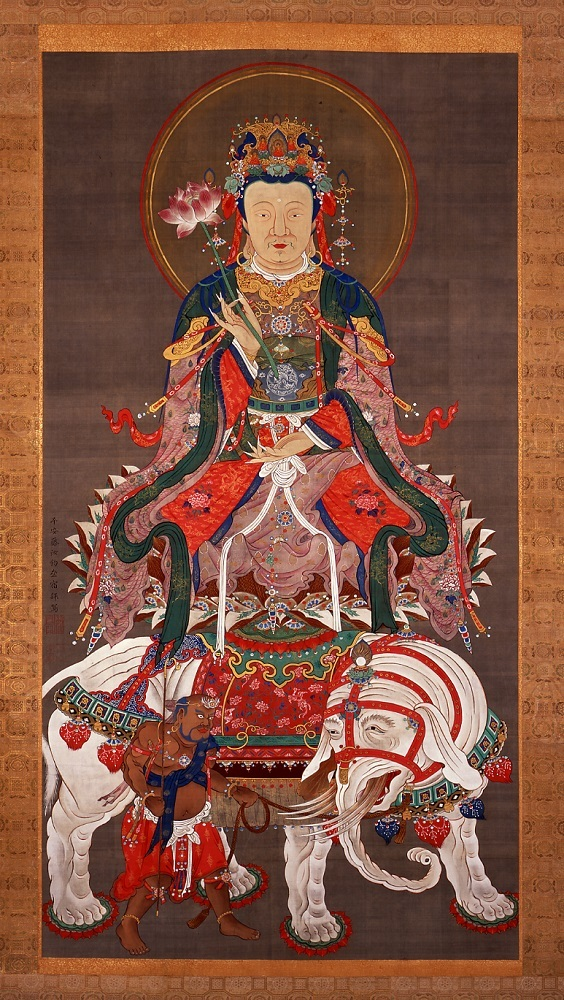
普賢菩薩像 伊藤若冲筆（相国寺蔵）

普賢菩薩（ふげんぼさつ、 梵: समन्तभद्र [samantabhadra, サマンタバドラ]、蔵: ཀུན་ཏུ་བཟང་པོ་ [kun tu bzang po]）は、大乗仏教における崇拝の対象である菩薩の一尊。文殊菩薩とともに釈迦如来の脇侍として祀られることが多い（参照：釈迦三尊）。法要では四七日の仏とされる。
三昧耶形は剣、五鈷杵。種子（種子字）はアン (aṃ)（𑖀𑖼）。

## 概要
梵名のサマンタバドラとは「普く賢い者」の意味であり、世界にあまねく現れ仏の慈悲と理智を顕して人々を救う賢者である事を意味する。法華経では、普賢菩薩は六牙の白象に乗ってあらゆるところにあらわれ衆生を救うと説かれる。行動するという意味で「行の菩薩」と呼ばれ、理法と行願を象徴する存在になっている。密教では菩提心(真理を究めて悟りを求めようという心)の象徴とされる。「普賢」のほかに「遍吉（へんきち）」という別の意訳名があり、滅罪の利益がある。
辰年・巳年生まれの守護本尊である。

## 像容・作例
独尊としては、蓮華座を乗せた六牙の白象に結跏趺坐して合掌する姿で描かれるのが、最も一般的である。密教では、左手に宝剣を立てた蓮茎を持る姿や、金剛薩埵と全く同じ左手に五鈷鈴、右手に五鈷杵を執る姿で表される他、如意や蓮華、経典を手に持つ作例も見られる。
日本で独尊として祀られるようになったのは、10世紀頃。浄土思想が流行し、女性も往生できると説く「法華経」が支持を集めていたことを背景に、極楽往生を願う女性たちから篤い信仰を得るようになった。絵画・彫像とも作例が多く、彫像の作例としては、大倉集古館の平安時代後期の木像（国宝）などがある。より密教的な姿として「普賢延命菩薩」という尊格があり、22手を持つ強力な尊とされ、日本でも作例は多い。
絵画作品としては東京国立博物館の普賢菩薩騎象像（国宝、平安時代後期）が代表的な作例である。他に鳥取県豊乗寺（ぶじょうじ）本（国宝）、奈良国立博物館本（重要文化財）などが代表作として知られる。

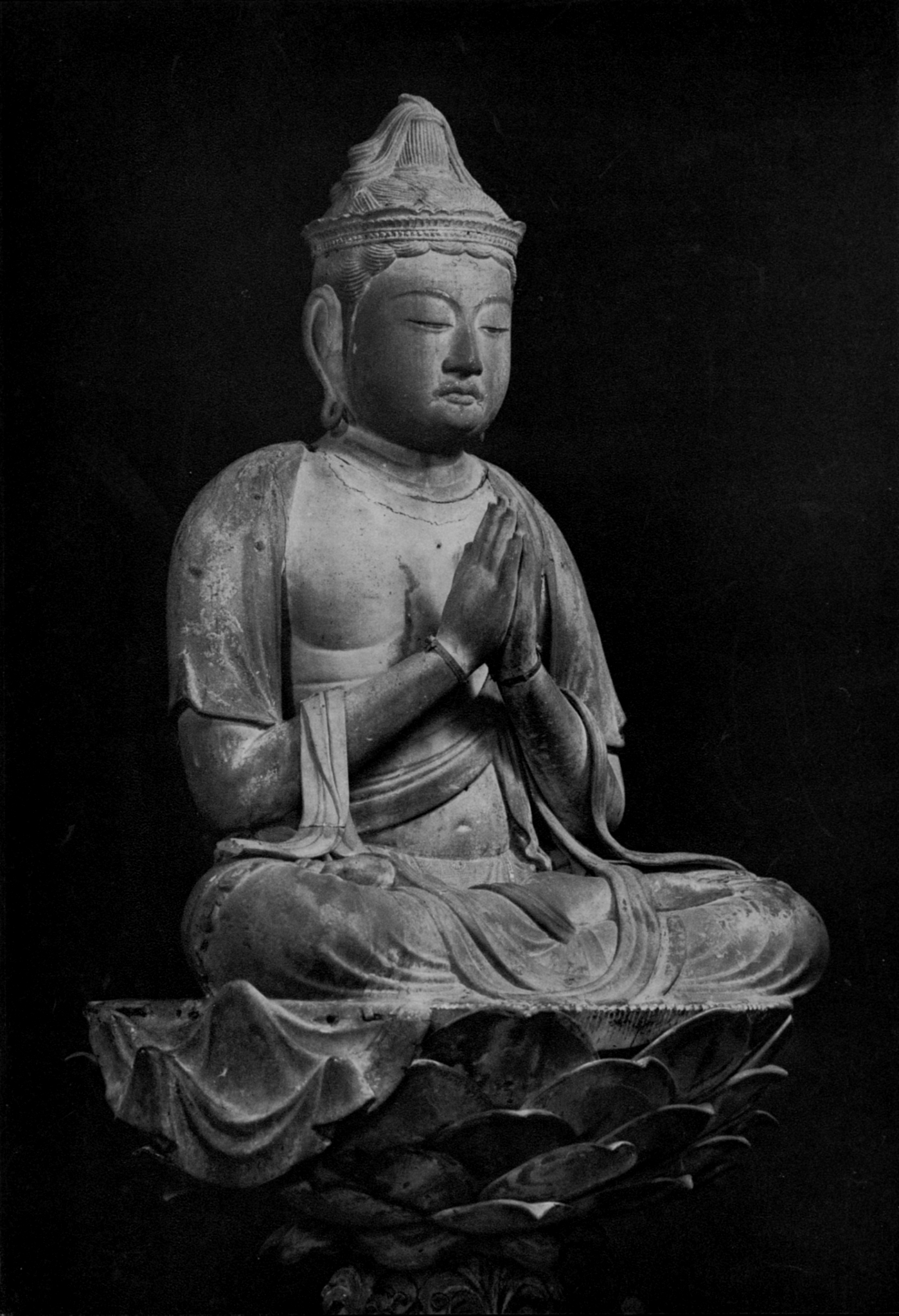
木造普賢菩薩騎象像（東京・大倉集古館）
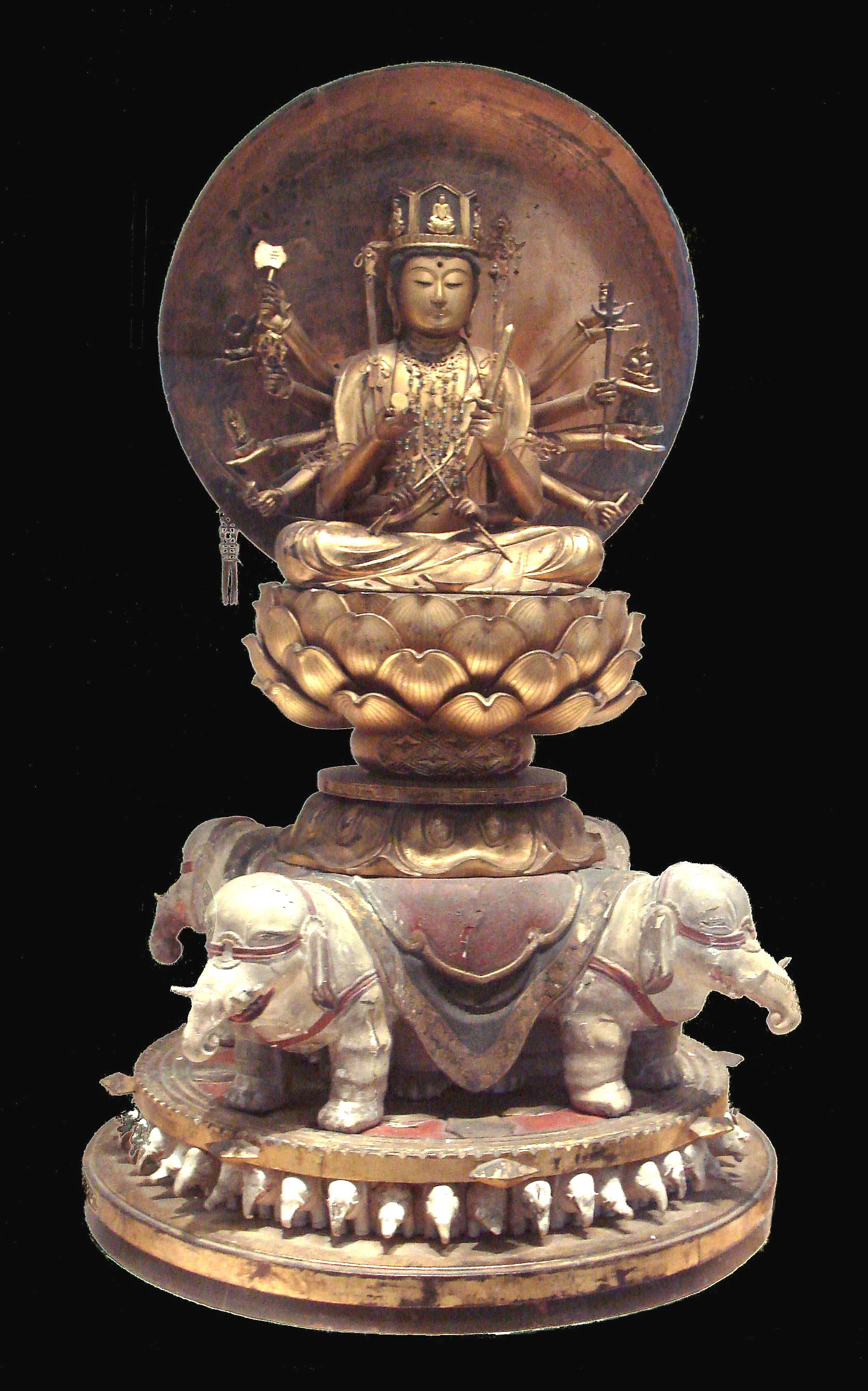
普賢延命菩薩像（パリ、ギメ美術館）
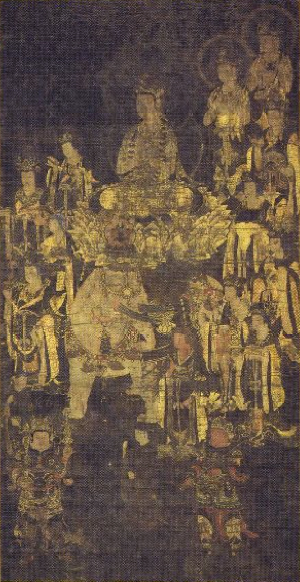
普賢十羅刹女像（鳥取・常忍寺）

## 眷属
法華経信仰の文脈では、普賢菩薩は十羅刹女とともに図像に描かれることがある。これは、法華経において普賢菩薩と十羅刹女が共に「法華経を護持する者を守る」と誓っていることによる。また時として十羅刹女たちの母鬼子母神も眷属とされる。初期の十羅刹女は唐装束であるが、国風の影響を受けた和装の羅刹女の作例も多い。

## 真言
オン・サンマヤ・サトバン（Oṃ samayas tvaṃ）（𑖌𑖽𑖭𑖦𑖧𑖭𑖿𑖝𑖿𑖪𑖽）

## 寺院
中国・四川省の峨眉山が普賢菩薩の霊場とされる。

## 経典
- 華厳経
- 法華経
- 仏説観普賢菩薩行法経

## フィクションにおける扱い

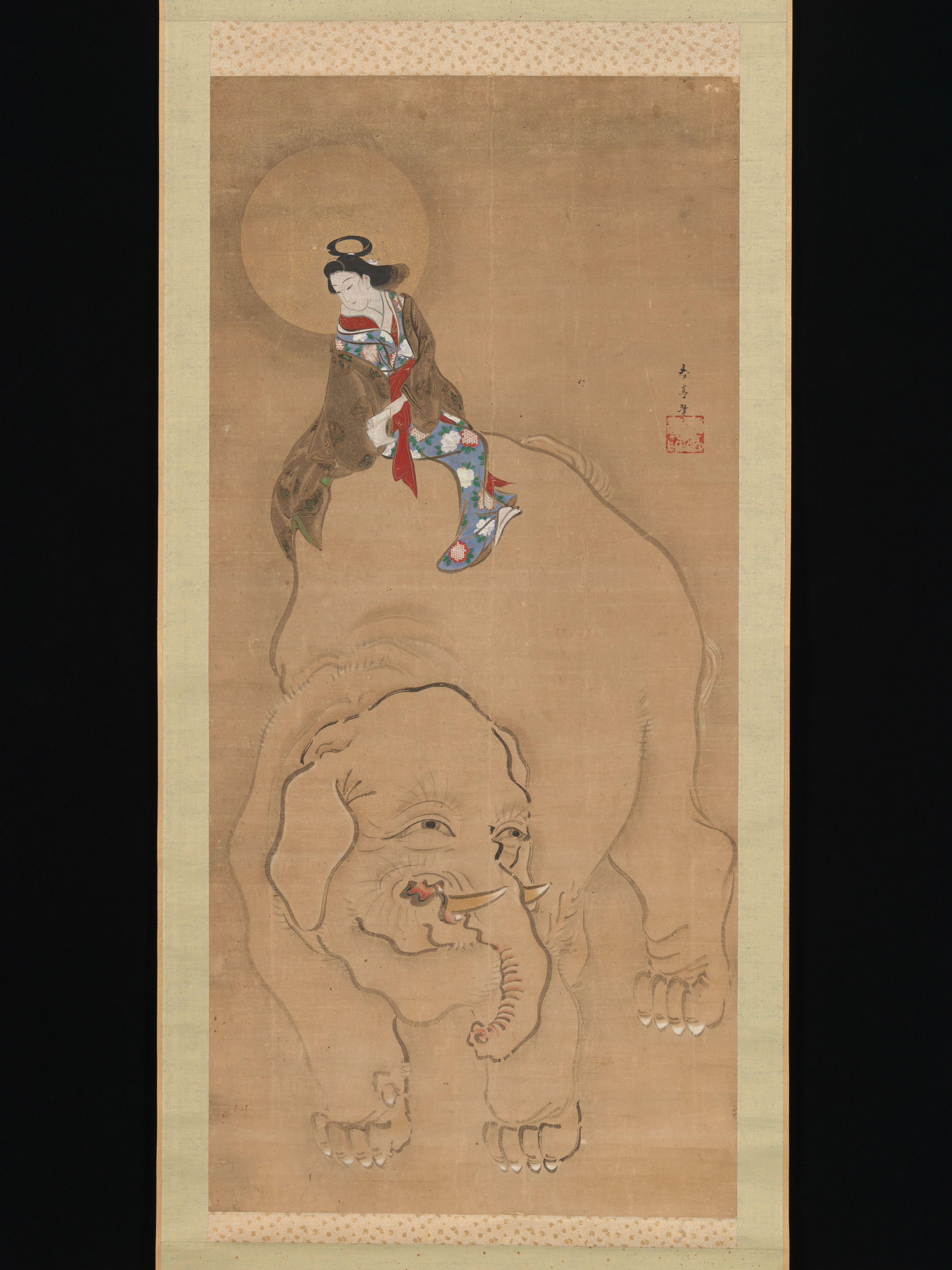
謡曲「江口」を題材に、遊女に化身した普賢菩薩を描いた勝川春亭画「江口の君」。

小説『封神演義』には普賢真人、文殊広法天尊という仙人が登場しており、この作品では、彼等が後に仏門に帰依しそれぞれ普賢菩薩、文殊菩薩となったとされている。